# 北村順次郎
北村 順次郎（きたむら じゅんじろう、明治時代後期 - 1984年（昭和59年）7月31日）は、日本の批評家、文筆家、ジャーナリスト。
北海道士別市出身。道北日報社元社長。

## 経歴・人物
明治時代後期頃、北海道にて誕生。1925年5月に名寄新芸術協会を組織し、1926年には今野大力・小熊秀雄と芸術至上主義と政治的実践のどちらを優先すべきかを争って旭川新聞で論争した。1927年11月、集産党事件で他の名寄新芸術協会の会員と共に北海道初の治安維持法違反を理由とした検挙をされる。 1974年には士別文芸にて当時の論争を振り返る記述をする。この頃、道北日報社にて社長となる。1978年（昭和53年）には『士別市民文芸』の創刊号で編集委員長を務めた。1984年死去。

## 家族
前妻が亡くなった後、後妻を迎え、娘、息子がそれぞれおり、その中で末子の北村浩史（現、道北日報社社長）がいる。孫に北村紗衣がいる。

### 集産党事件
治安維持法違反として、1927年（昭和2年）11月に名寄を中心とし、稚内・士別・旭川・剣淵等で活動していたマルクス・レーニン主義者を大量検挙した共産党弾圧事件。これは前年の京都学連事件に次いで全国2件目、北海道では初の治安維持法違反を名目として行われたものであったため、世間を沸かせたうえ警察側も思想取締り強化を再認識した事件であった。
「集産党」は、大正デモクラシーの思想的な影響を受け民主主義的考えをもつ者を中心として名寄で結成された「名寄新芸術協会」のメンバーが「党員」と目された政治結社であり、結党はされていたものの実体を周知していない者も多かった。そのため、検挙者のなかには自分がなぜ検挙されたのか、いつ党員にされていたのかも認識していない者も存在した。
この事件では、北村を含む「名寄新芸術協会」のメンバー計11人有罪とされたが、北村は第1審の有罪判決を上告し執行猶予付きで実刑を免れている。
このように、本事件ではもっぱら「名寄新芸術協会」のメンバーが検挙の中心となったために、本事件を「名寄集産党事件」と言う場合もある。
北村は、1927年（昭和2年）に旧制新潟県立農林学校を卒業後「名寄新芸術協会」に加入、戯曲を書きつつ農民運動に加わっていた。
北村は、高校在学中から小作争議の応援演説に行くなどしており、すでにこの頃には、日農北連（日本農民組合北海道連合会）の荒岡庄太郎からも人手が足りないと声がかかるなど、運動家とのコネクションも有していた。このように、名寄新芸術協会における文芸活動や日農北連での農民運動を通して、今野大力、小熊秀雄、小林多喜二らと親交を持った。
この事件の真相について、後年北村は党側ではなく検挙側にあったのではないかと推測している。北村によると、定説としてはソ連革命10周年に「反抗を発散せよ」とした不穏文書を党や党員が獲得したためとされているがそれはウソで、検事側の働きかけに特高警察が呼応したことが真相であるとする。

## 書籍
- 『蛇紋岩』 士別文芸の会、1983年。
- 『今野大力と小熊秀雄』 士別文芸2、1974年。
- 『北の語りべ－集産党事件』士別市民文芸8、1984年。
- 『柳絮集』（非売）1985年。